# Heinrich Witzenmann

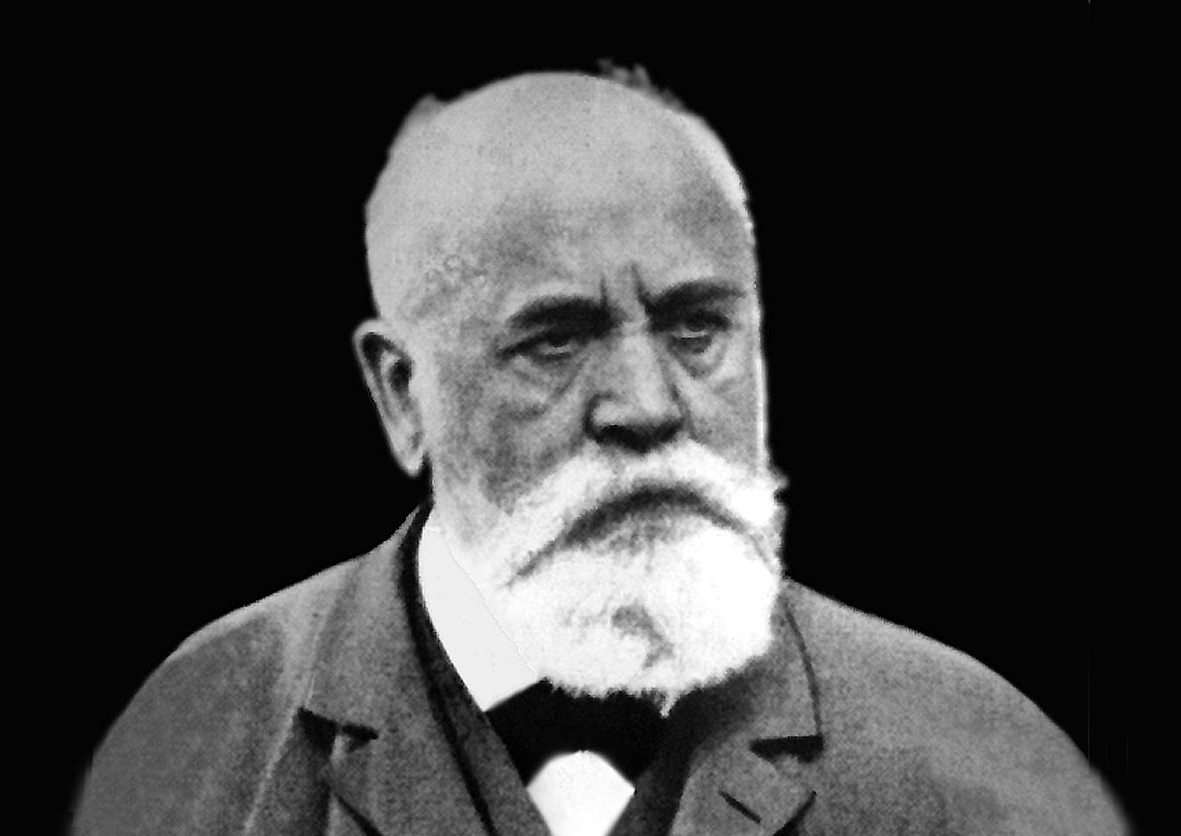
Heinrich Witzenmann im Alter von ca. 70 Jahren

Heinrich Witzenmann (* 1. Mai 1829 in Karlsruhe; † 10. Mai 1906 in Pforzheim) war ein deutscher Erfinder und einer der Mitbegründer der heutigen Metallschlauch- und Kompensatorenindustrie. 

## Herkunft
Heinrich Witzenmann war der Sohn des Hofoperndirektors Johann Friedrich Witzenmann (1782–1865). 

## Ausbildung und Kooperation mit  Louis Kuppenheim und Eugène Levavasseur
1845 begann er eine kaufmännische Lehre bei seinem Onkel Christoph Friedrich Witzenmann (1778–1856) in Pforzheim. Dieser betrieb seit 1803 eine Handelsgesellschaft und wurde 1829 Mitgründer der Handelsvereins, einem Vorläufer der Handelskammer. Zudem war Christoph Friedrich Witzenmann erster Abgeordneter Pforzheims im badischen Landtag.
1854 gründete Heinrich Witzenmann zusammen mit Louis Kuppendem eine Schmuckwarenfabrik zur Herstellung von Ketten, Kettenarmbändern, Schlüsseln, Medaillons, Manschetten- sowie Hemdknöpfen am Pforzheimer Marktplatz. Etwa 1869 war Witzenmann eine der führenden Schmuckfabriken der Goldstadt Pforzheim.  Gemeinsam mit seinem Freund und Geschäftspartner, dem Erfinder Eugène Levavasseur konstruierte und baute er halbautomatische Kettenmaschinen, bei denen immer noch das händische Einhängen der Ösen in die Maschine erforderlich war. Bedingt durch diesen Aufwand waren die täglichen Produktionsmengen im Vergleich zur vollautomatischen Produktion der Firma  Friedrich Roediger (Hanau) gering. Um die Produktion wirtschaftlich optimal nutzen zu können, gründete Heinrich Witzenmann 1877 zusammen mit Eugène Levavasseur eine zweite Schmuckfabrik in Paris. 1889 wurde die Schmuckfertigung eingestellt.

## Erfindung des Metallschlauches

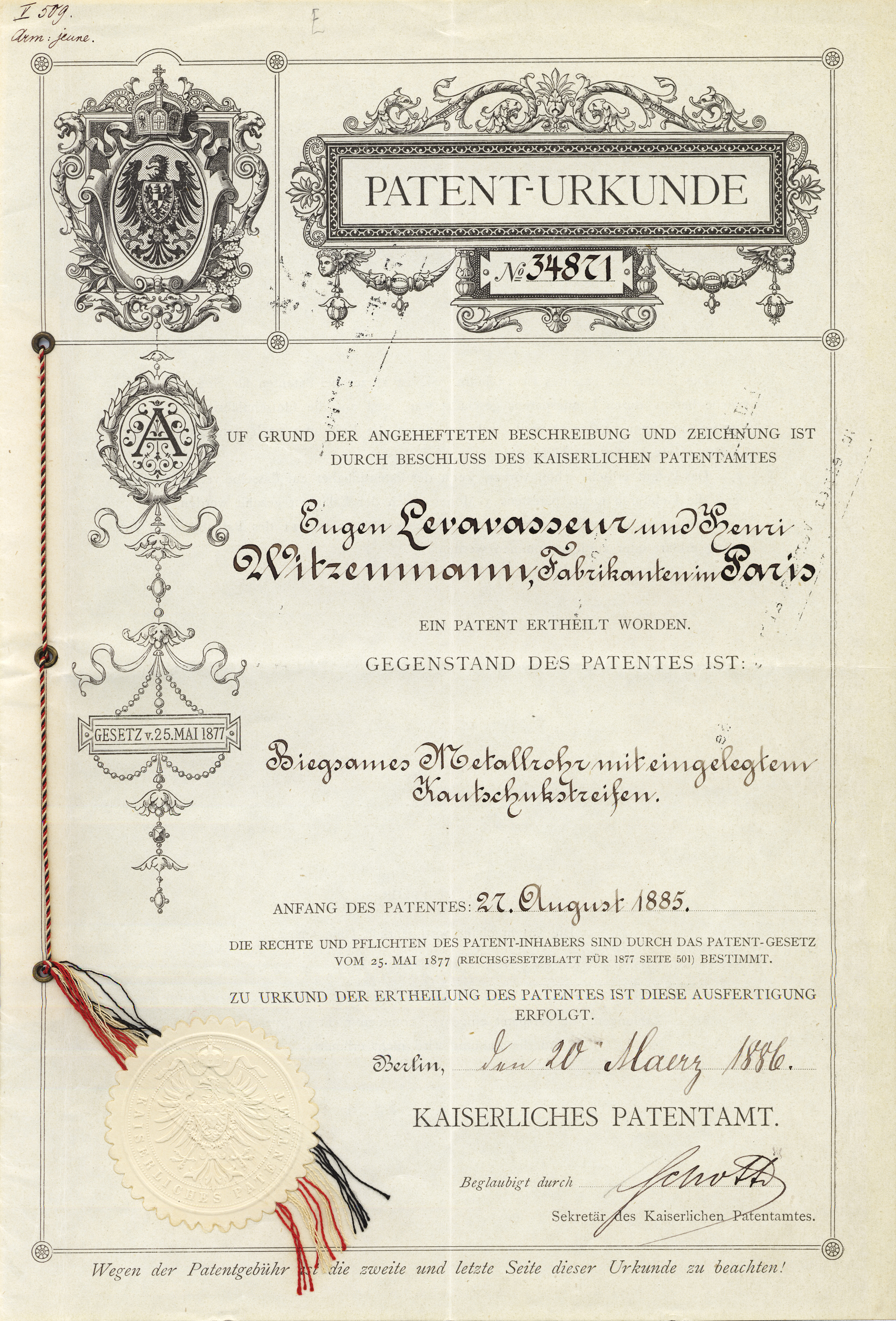
Metallschlauch-Patenturkunde von 1885

Heinrich Witzenmann und Eugène Levavasseur bemerkten eines Tages die vielen undichten Stellen der Gummischläuche, die zum Besprengen von staubigen Straßen verwendet wurden. Das war der Beginn des späteren Metallschlauches. Es musste eine schlauchartige Umhüllung gefunden werden, die wesentlich robuster und unempfindlicher gegen Beschädigungen durch Abrieb war und die den herkömmlich eingesetzten Schlauch schützen konnte. Dieser Metallschlauch wurde in seiner ersten gewickelten Ausführung am 4. August 1885 in Frankreich mit der Patentnummer 170 479 patentiert, in Deutschland am 27. August mit dem Deutschen Reichspatent Nr. 34 871.
Heinrich Witzenmann war bereits 60 Jahre alt, als er sich entschloss, seine bis dahin sehr erfolgreiche Schmuckfabrikation aufzugeben, um sich mit dem Metallschlauch einem vollkommen neuen Geschäftsfeld zuzuwenden. 1894 wurde der Metall-Doppelschlauch patentiert, 1889 ein weiterer Metallschlauch in einer zweiten gewickelten Ausführung. 
Witzenmann entwickelte alle nennenswerten Profile für die Schlauchherstellung, die noch heute technische Gültigkeit haben. Der Metallschlauch sollte sämtlichen gestellten technischen Ansprüchen genügen. Witzenmann betrachtete sein Werk als Lebensaufgabe: 

„In meinem Werk ist mir die Lösung einer großen Aufgabe zu unablässig verantwortlicher Pflege anvertraut worden.“

1891 war er einer der Mitgründer der Allgemeinen Gold- und Silberscheideanstalt AG in Pforzheim und war Mitglied des ersten Aufsichtsrates des Unternehmens.

## Das Warenzeichen Hydra

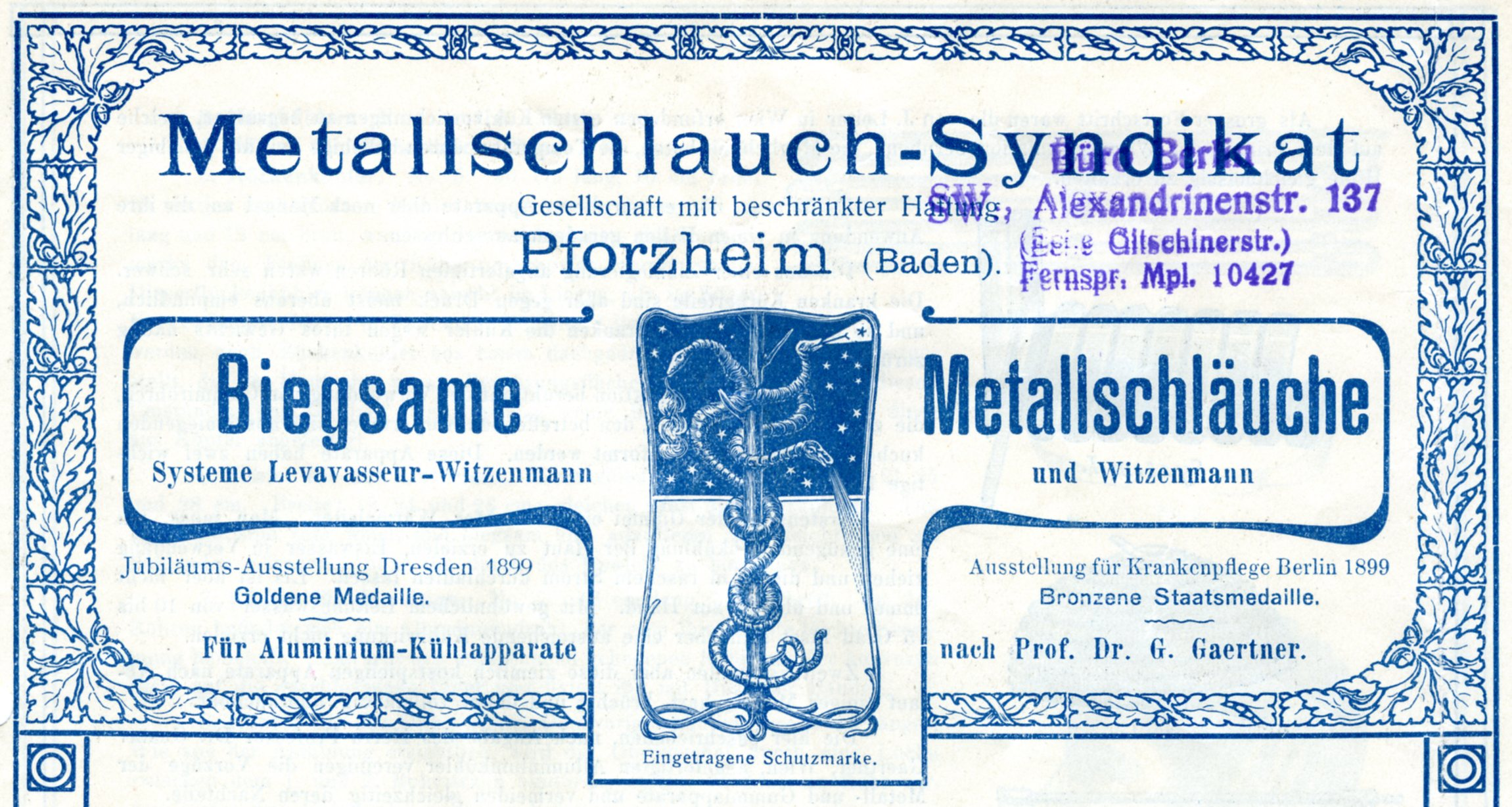
Hydra-Warenzeichen für flexible metallische Elemente des Metallschlauchsyndikats von 1899

Im Jahr 1899 wurde das noch heute verwendete Markenzeichen „Hydra“ eingetragen.

## Privates
Heinrich Witzenmann war neben seiner industriellen Tätigkeit jahrzehntelang bei der Freiwilligen Feuerwehr in leitender Funktion sowie in den 1880er-Jahren Mitglied des Bürgerausschusses. 
Am 10. Mai 1906 starb Heinrich Witzenmann in Pforzheim.